# Nortonella gildersleeveae
Nortonella gildersleeveae är en kvalsterart som först beskrevs av Hammer 1952.  Nortonella gildersleeveae ingår i släktet Nortonella och familjen Gymnodamaeidae. Inga underarter finns listade i Catalogue of Life.